# Yu Yang (bàdminton)
Yu Yang (en xinès: 于 洋; n. 7 abr 1986 a Haicheng, Liaoning) és una esportista xinesa que competeix en bàdminton en la categoria de dobles. Ella va guanyar en el Campionat Mundial 2013 en dobles femenins amb la seva parella Wang Xiaoli. Es va graduar en llicenciatura de la Universitat de Ciència i Tecnologia de la Xina.